# كأس سين هون 2016
كأس سين هون 2016 هو موسم من كأس سين هون. كان عدد الأندية المشاركة فيه 27، وفاز فيه National Defense Ministry FC ‏.